# Gimnastyka na Letnich Igrzyskach Olimpijskich 2016 – ćwiczenia na kółkach mężczyzn
Ćwiczenia na kółkach mężczyzn na Letnich Igrzyskach Olimpijskich 2016 odbyły się 6 sierpnia i 15 sierpnia w hali Rio Olympic Arena.

## Terminarz
| Data               | Godzina |       |
| ------------------ | ------- | ----- |
| 15 sierpnia 2016r. | 19:00   | Finał |

## Wyniki

### Eliminacje
| Pozycja | Zawodnik                 | Państwo  | Trudność | Wykonanie | Kary | Razem  |
| ------- | ------------------------ | -------- | -------- | --------- | ---- | ------ |
| 1.      | Liu Yang                 | Chiny    | 6,900    | 9,000     |      | 15,900 |
| 2.      | Eleftherios Petrounias   | Grecja   | 6,800    | 9,033     |      | 15,833 |
| 3.      | You Hao                  | Chiny    | 7,000    | 8,800     |      | 15,800 |
| 4.      | Dienis Ablazin           | Rosja    | 6,800    | 8,833     |      | 15,633 |
| 5.      | Arthur Zanetti           | Brazylia | 6,700    | 8,833     |      | 15,533 |
| 6.      | Samir Ait Said           | Francja  | 6,80F0   | 8,733     |      | 15,533 |
| 7.      | Dennis Goossens          | Belgia   | 6,600    | 8,766     |      | 15,366 |
| 8.      | Yuri van Gelder          | Holandia | 6,800    | 8,533     |      | 15,333 |
| 9.      | Ihor Radiwiłow           | Ukraina  | 6,800    | 8,508     |      | 15,308 |
| 10.     | Danny Pinheiro Rodrigues | Francja  | 6,900    | 8,366     |      | 15,266 |
| 11.     | Ołeh Werniajew           | Ukraina  | 6,600    | 8,600     |      | 15,200 |

### Finał
| Pozycja | Zawodnik                 | Państwo  | Trudność | Wykonanie | Kary | Razem  |
| ------- | ------------------------ | -------- | -------- | --------- | ---- | ------ |
| złoto   | Eleftherios Petrounias   | Grecja   | 6,800    | 9,200     |      | 16,000 |
| srebro  | Arthur Zanetti           | Brazylia | 6,800    | 8,966     |      | 15,766 |
| brąz    | Dienis Ablazin           | Rosja    | 6,800    | 8,900     |      | 15,700 |
| 4.      | Liu Yang                 | Chiny    | 6,900    | 8,700     |      | 15,600 |
| 5.      | Ihor Radiwiłow           | Ukraina  | 6,800    | 8,666     |      | 15,466 |
| 6.      | You Hao                  | Chiny    | 7,000    | 8,400     |      | 15,400 |
| 7.      | Danny Pinheiro Rodrigues | Francja  | 6,900    | 8,333     |      | 15,233 |
| 8.      | Dennis Goossens          | Belgia   | 6,600    | 8,333     |      | 14,933 |

W finale ćwiczeń na kółkach mężczyzn wystąpiło dwóch rezerwowych:
- Ihor Radiwiłow (zastąpił Samira Ait Saida),
- Danny Pinheiro Rodrigues (zastąpił Yuri van Gelder)